# Isaac Bonga
Isaac Evolue Etue Bofenda Bonga (ur. 8 listopada 1999 w Neuwied) – niemiecki koszykarz, występujący na pozycjach rzucającego obrońcy lub niskiego skrzydłowego, posiadający kongijskie pochodzenie, obecnie zawodnik Toronto Raptors.
6 lipca 2019 trafił w wyniku wymiany do Washington Wizards. 11 sierpnia 2021 dołączył do Toronto Raptors.

## Osiągnięcia
Stan na 13 sierpnia 2023, na podstawie, o ile nie zaznaczono inaczej.

### Drużynowe
- Finalista Interkontynentalnego Pucharu FIBA (2016)
- Uczestnik rozgrywek Ligi Mistrzów FIBA (2016/2017)

### Indywidualne
- Zaliczony do I składu turnieju:
  - Ciutat De L'Hospitalet (NIJT - 2015/2016)
  - Kaunas (NIJT - 2016/2017)

### Reprezentacja
Seniorska
- Mistrz świata (2023)[5]

Młodzieżowe
- Mistrz turnieju Alberta Schweitzera (2016)
- Brązowy medalista mistrzostw Europy U–20 (2018)
- Uczestnik: 
  - kwalifikacji do mistrzostw Europy (2017)
  - mistrzostw:
    - świata U–19 (2017 – 5. miejsce)
    - Europy U–18 (2017 – 11. miejsce)
    - Europy U–16 (2014 – 7. miejsce, 2015 – 7. miejsce)